# はね駒
『はね駒』（はねこんま）は、NHK連続テレビ小説の第36作として1986年（昭和61年）4月7日から10月4日まで放送されたテレビドラマ。斉藤由貴主演、寺内小春作。

明治から大正に活躍し、女性新聞記者の草分けといわれた磯村春子がモデルの作品。福島県の相馬に育った「はね駒」（＝おてんば娘）の主人公が、仙台の女学校で英語を学び、上京・結婚・出産を経て新聞記者の道を拓く半生を描く。

## 概要
前年にデビューし、当時アイドルとして人気絶頂であった斉藤由貴が主演を務めた。
福島県が主な舞台になった最初の作品で、宮城県が舞台になるのは第11作『繭子ひとり』以来である。
主人公のモデルは、都市社会学者・磯村英一の母で、女性新聞記者の草分けといわれた磯村春子。ストーリーには、肉親の死や日露戦争なども織り込まれていたが、全体としては軽快なタッチで展開された。一方、オープニングテーマは重厚で重々しい曲調であった。
放送期間平均視聴率は41.7%、最高視聴率は49.7%（ビデオリサーチ調べ、関東地区・世帯）。
放送ライブラリーでは第1回が公開。
NHK BSプレミアム『連続テレビ小説アンコール』として、2020年3月23日から9月19日まで（月曜から土曜の7時15分から7時30分）と、同年3月29日から9月20日まで（毎週日曜の12時から13時30分に6回連続）の2枠で、同時に再放送された。

## あらすじ
橘りんは、福島県相馬市で父方の祖父母と両親、妹と暮らしていた。りんには親の決めたいいなずけがいたが、初恋の相手である東北女学校教師・松浪毅との出会いにより、自分の生き方に対して疑問を持つようになる。そして、結婚を自ら破談にしてしまい、東北女学校への進学を志す。父親に一度は勘当されながらも、女学校の試験に合格。給費生として寄宿生活を送ることになる。
当初は成績不振で給付打ち切りの危機にも直面するが、苦学して優秀な成績で卒業したりんは女学校の教師となる。その後、妹の死をきっかけに家族と共に上京。叔父の下で働いていた小野寺源造と結婚する。
子供も生まれ、幸せな生活が続くかと思われた矢先、源造が商売に失敗し、借金を抱える。働くことを決意したりんは、新聞社の見習記者として働き始め、持ち前の情熱と行動力で、女性ならではの視点から書いた記事が評価されるようになる。
仕事と家庭の両立に悩みながらも、第一線で活躍する記者として成長していく。

## 登場人物

### 橘家家系図
物語開始時点（1890年・明治23年）
|  |  |  |  |                     |                     | 徳右衛門 （祖父）   | 徳右衛門 （祖父）   | 徳右衛門 （祖父）   | 徳右衛門 （祖父）   | 徳右衛門 （祖父） | 徳右衛門 （祖父） |                   |                   |                   |                   |                   |                   | こと （祖母） | こと （祖母） | こと （祖母）         | こと （祖母）         | こと （祖母）         | こと （祖母）         |                       |                       |  |  |                   |                   |                   |                   |                   |                   |  |  |  |  |
|  |  |  |  |                     |                     | 徳右衛門 （祖父）   | 徳右衛門 （祖父）   | 徳右衛門 （祖父）   | 徳右衛門 （祖父）   | 徳右衛門 （祖父） | 徳右衛門 （祖父） |                   |                   |                   |                   |                   |                   | こと （祖母） | こと （祖母） | こと （祖母）         | こと （祖母）         | こと （祖母）         | こと （祖母）         |                       |                       |  |  |                   |                   |                   |                   |                   |                   |  |  |  |  |
|  |  |  |  |                     |                     |                     |                     |                     |                     |                   |                   |                   |                   |                   |                   |                   |                   |               |               |                       |                       |                       |                       |                       |                       |  |  |                   |                   |                   |                   |                   |                   |  |  |  |  |
|  |  |  |  |                     |                     |                     |                     |                     |                     |                   |                   |                   |                   |                   |                   |                   |                   |               |               |                       |                       |                       |                       |                       |                       |  |  |                   |                   |                   |                   |                   |                   |  |  |  |  |
|  |  |  |  | 弦一郎 （故人）     | 弦一郎 （故人）     | 弦一郎 （故人）     | 弦一郎 （故人）     | 弦一郎 （故人）     | 弦一郎 （故人）     |                   |                   | 弘次郎 （父）     | 弘次郎 （父）     | 弘次郎 （父）     | 弘次郎 （父）     | 弘次郎 （父）     | 弘次郎 （父）     |               |               | やえ （母）           | やえ （母）           | やえ （母）           | やえ （母）           | やえ （母）           | やえ （母）           |  |  | 彌七 （叔父）     | 彌七 （叔父）     | 彌七 （叔父）     | 彌七 （叔父）     | 彌七 （叔父）     | 彌七 （叔父）     |  |  |  |  |
|  |  |  |  | 弦一郎 （故人）     | 弦一郎 （故人）     | 弦一郎 （故人）     | 弦一郎 （故人）     | 弦一郎 （故人）     | 弦一郎 （故人）     |                   |                   | 弘次郎 （父）     | 弘次郎 （父）     | 弘次郎 （父）     | 弘次郎 （父）     | 弘次郎 （父）     | 弘次郎 （父）     |               |               | やえ （母）           | やえ （母）           | やえ （母）           | やえ （母）           | やえ （母）           | やえ （母）           |  |  | 彌七 （叔父）     | 彌七 （叔父）     | 彌七 （叔父）     | 彌七 （叔父）     | 彌七 （叔父）     | 彌七 （叔父）     |  |  |  |  |
|  |  |  |  |                     |                     |                     |                     |                     |                     |                   |                   |                   |                   |                   |                   |                   |                   |               |               |                       |                       |                       |                       |                       |                       |  |  |                   |                   |                   |                   |                   |                   |  |  |  |  |
|  |  |  |  |                     |                     |                     |                     |                     |                     |                   |                   |                   |                   |                   |                   |                   |                   |               |               |                       |                       |                       |                       |                       |                       |  |  |                   |                   |                   |                   |                   |                   |  |  |  |  |
|  |  |  |  | 徳造 （故人・長男） | 徳造 （故人・長男） | 徳造 （故人・長男） | 徳造 （故人・長男） | 徳造 （故人・長男） | 徳造 （故人・長男） |                   |                   | 嘉助 （兄・次男） | 嘉助 （兄・次男） | 嘉助 （兄・次男） | 嘉助 （兄・次男） | 嘉助 （兄・次男） | 嘉助 （兄・次男） |               |               | りん （主人公・長女） | りん （主人公・長女） | りん （主人公・長女） | りん （主人公・長女） | りん （主人公・長女） | りん （主人公・長女） |  |  | みつ （妹・次女） | みつ （妹・次女） | みつ （妹・次女） | みつ （妹・次女） | みつ （妹・次女） | みつ （妹・次女） |  |  |  |  |

### 主人公
橘（小野寺）りん
演 - 斉藤由貴
本作の主人公。愛称は「おりん」。初登場時（1890年・明治23年）14歳。衝動的な性格で周囲からは「はね駒」とあだ名される。行き当たりばったりや、無自覚・無思考で行動してしまうことが多い。驚いたときの口癖は「ウッター!」。早起きと家事は得意だが、時には他のことに気を取られて家事をし忘れてしまう。好物は、母・やえが漬けた漬物とにしんの煮付け。橘家は士族の家柄であり、物語開始時点では相馬に家族で住んでいた。
いいなずけだった越後屋新之助との縁談がまとまるも、もともと本人が乗り気でなかったことに加え、二本松で出会った東北女学校教師・松浪への恋心もあり、広い世界に憧れを持つようになる。そして意を決して自ら婚約を断り、「女学校に行きたい」と言い出す。一時は父・弘次郎から勘当を言い渡されるほどであったが、猛勉強の末、無事に合格。越後屋との和解を経て、弘次郎から進学を許される。
1891年（明治24年）、女学校へ給費生として入学する。列車の遅れで初日に遅刻をしてしまい、寄宿舎で騒動を起こしてしまう。入学後も日々の勉学や賄いの手伝いなどに忙殺され、試験の結果は散々なものであり、ついに落第点を取ってしまう。教師陣は「特定の生徒に肩入れしない」との方針だったが、必死に頼み込み、夏休み中には帰省せずに松浪との個別授業を毎日行う。
松浪が女学校を去った後も勉学に励むことを忘れず、英語力が格段に上達。本科4年生（1895年）の時点では、校長からは助手の誘いを受けるほどになっている（賄いの手伝いは変わらず続けている）。そして、その年の夏休みにようやく里帰りを果たす。
叔父・彌七の下で働く源造は、これまで幾度もりんのことを気にかけて、何かと手助けをしていた。そして、共に三陸沖の大津波の救援活動を行った際に、源造からのプロポーズを受ける。しかし、そのことを周囲に伏せたまま、卒業後も女学校に残って教師として勤務する。
妹・みつの不慮の死によって、弘次郎が東京行きを決断。1896年（明治29年）、りんも女学校を辞して一家で上京する。東京では、源造の叔父が住職を務める浅草の寺に一家で居候する。まずは英語塾の講師として働くが、塾自体が詐欺であったことが分かる。その後、ある家での女中の仕事が見つかるものの、今度は主人から手籠めにされかかる憂き目に遭う。そのような中、源造からの好意を受け、本郷の新居へ橘家全員で引っ越し。
1897年（明治30年・21歳時）、源造とようやく結婚する。結婚後も橘家とは一つ屋根の下で暮らすことになる。下宿屋の開業や英語塾での再度の学業を経て男子を出産。しかし、源造の事業の失敗により、借金を抱えてしまう。家計を支えるため、新聞社『明治新報』の見習い記者として働き始める。当初は男社会で働くことに戸惑うことも多く、さらには記者としても中々芽が出ずにいた。しかし、当時はまだ珍しかった西洋料理のレシピが記事として採用されたことがきっかけとなり、婦人欄担当記者として活路を開く。
1900年（明治33年）、女子が生まれ二児の母となる。婦人記者として多忙な日々を送る中で、3人目の子どもを懐妊。しかし、ほぼ休日返上で仕事に励み、さらには単身で京都への取材を強行するなどの無茶を続けたため、流産する悲劇に見舞われる。
日露戦争開戦後は、縮小された婦人欄に代わり、持ち前の英語力を生かして通訳や海外記事の翻訳を任されるようになり、さらに多忙を極める。1905年（明治38年）は、仕事で中国大陸に渡った兄・嘉助の死、さらにはその心労でやえが倒れるなどの不幸が続く。長男・弘の不登校も重なり、家事と仕事の両立を模索し続ける。
終戦後の1906年（明治39年）、読者投稿企画『女性と職業』を立ち上げるなど、新たな活動を始める。しかし、4人目の子どもを懐妊し、やえが既に高齢となったこともあり、嘱託として新聞社に籍を置きつつ、家庭に専念することになる。自らの努力で婦人記者としての道を開き、休職時には編集長や同僚記者からも賞賛されるほどに成長を遂げていた。その後、両親と祖父が故郷・二本松へと帰郷したため、名実ともに一家の主婦となる。
1912年（明治45年）には、さらに女子が産まれており、子どもたちも成長したことで新聞記者に復職。女性として初めて飛行船に乗船するなど、充実した日々を過ごしている。中学3年生となった弘が「広い世界を学ぶために留学したい」と言い出したときは、かつて「女学校に行きたい」と言い出した自分自身の姿を重ね、前向きに応援する姿勢を見せている。同年7月には法事で二本松へ帰郷し、両親や新之助など懐かしい顔ぶれと再会。その最中に、天皇陛下危篤の一報が入る。時代の転換点を迎え、新聞記者としての務めを果たすために、家族を残して単身東京へと駆け戻る。その姿を最後に、物語の幕を閉じた。

### 橘家
橘やえ
演 - 樹木希林
りんの母。初登場時（1890年）38歳。そそっかしく、話を取り違えたりすることもしばしばある。「男は弘次郎以外は知らない」と言いながら、なぜか松浪が話題に出ると照れてしまう。漬物作りがうまく、りんの好物であるが、塩加減はいい加減である。
基本的には愛情深く、子ども思いの母親である。りんは2度、越後屋への嫁入りを嫌がっており、1度目は周囲をごまかして丸く収める。2度目には女学校へ行くと言い出したりんに対し、当初は素直に嫁に行くよう説く。しかし、最終的にはりんの女学校進学を応援。親元を離れたりんのことが心配で、単身で女学校へとやって来たこともある。また、りんの兄・嘉助に対しても本人に気付かれないように、さりげなく援助をする。
次女・みつの縁談を心配するりんには「（女学生という立場のりんは）家のためには何もできていない」と、口出しを許さなかった。しかし、みつが嫁ぎ先で体を壊し、その後亡くなってしまったときには後悔の念に駆られ、相当落胆する。1896年、弘次郎の決断に従い、生まれ育った相馬を離れて東京へと向かう。
東京では、結婚したりん・源造夫婦と同居。時には、主婦としての自覚のないりんを厳しく咎めることもある。りんの勧めで下宿屋を開業すると、下宿人たちを実の子同然に可愛がる。さらに、新聞社に勤め始めたりんに代わって孫の世話をするようになり、大家族の主婦として奮闘する。
日露戦争開戦後は、下宿人たちが次々と所帯を持って独立する様子に寂しさを見せていた。そこへ追い打ちをかけるように、仕事で中国大陸に渡った嘉助の訃報が届いたことで心労がたたり、遂に倒れてしまう。やえが回復するまでの間、りんは娘を連れて新聞社へ出社するなど、家事と仕事の両立に苦心する。
終戦後は自身も高齢となり、さらにりんが4人目の子どもを懐妊したこともあり、りんに今一度主婦としての務めを果たすように説く。そして、りんが家庭に専念する様子を見届けたうえで、弘次郎に従い二本松への引っ越しを決める。
1912年時点では、弘次郎が新たに開業したコーヒー店を手伝いながら元気に過ごしている。
橘弘次郎
演 - 小林稔侍
りんの父。初登場時（1890年）42歳。元二本松藩士。兄が既に戦死したため、橘家の家長である。一本筋を通す生真面目な性格。戊辰戦争で二本松少年隊に所属するも生き残り、死んだ同志たちに対する罪悪感から、断髪令があっても丁髷を結っている。新しいものが好きな弟・彌七や次男・嘉助とは対照的に、保守的な面が目立つ。普段は寡黙で、笑顔を見せることもない。しかし、妻・やえ同様に愛情深く、不器用ながらも常に家族を気遣う素振りを見せている。当初は、相馬で質屋と郵便局を営んでいた。
りんが言うことを聞かないときには納屋に閉じ込めてしまう。しかし、何だかんだ言っても弱く、女学校への入学を言い出した時にも、一時は勘当を言い渡したものの、入学直前に越後屋ヘ取り消しを認めてもらうために頭を下げに出向いた。
りんの女学校入学後も、口には出さないものの、りんの身を案じて物思いにふける時間が多かった。りんの初帰省時には、一日中落ち着かない素振りを見せたうえ、りんのために自ら風呂を炊いていた。
みつの嫁入り後は、早く孫に「じいさま」と呼ばれたくて仕方のない様子を見せる。しかし、みつの不慮の死に責任を痛感。さらには、みつの死因は肺病であるという周囲からの誤解も感じるようになる。心機一転、それまで頑なに切らなかった丁髷をみつの墓前で切り落とす。そして再起を図るため、あえて旧敵である明治新政府のお膝元・東京へ、家族全員での引っ越しを決断。1896年のことである。
それまでは保守的であった弘次郎も、上京後は徐々に新しい時代を受け入れるようになる。当初は荷物運びの仕事に就くが、膝や腰に負担がかかり始めたため、りんから心配される。橘家が下宿屋を始めると、りんの勧めもあって責任者に納まる。
その後、嘉助から半ば押し付けられるような形でコーヒー店を始める。元来の生真面目な性格から日々コーヒーの研究を重ね、客からも高く評価されるほどになっている。
日露戦争終戦後には、かつて橘家で奉公していた直助からの便りで、故郷・二本松の近況を知ることになる。父・徳右衛門の衰えが進み、りん・源造夫婦の自立を促すことも考えた末にコーヒー店を辞め、やえと徳右衛門を連れて二本松へ帰郷することを選ぶ。
その後、1912年時点では二本松で新たにコーヒー店を経営している。
橘徳右衛門
演 - 山内明
りんの祖父で、弘次郎の父。初登場時（1890年）62歳。物語開始時点では妻・ことと二本松に住んでいたが、すぐに相馬で暮らすりんらと同居する。弘次郎とは対照的に、新しい時代の価値観に理解を示す柔軟な性格である。その一方で、隠居の身であるが年寄り扱いされることを嫌い、生きがいを求めて軍夫に志願しようとしたこともあるが当然、家族からは止められている。弘次郎にはもっともらしい説教をするが、そのたびに、ことから小言を言われている。剣術と大工仕事が得意である。
りんには甘い面があり、些細なことでも「さすが、わしの孫だ!」と褒める。また、りんの女学校入学後は、帰省を心待ちにしていた。
みつの死後、東京行きを決断する弘次郎に対し、かつて戊辰戦争で生き残ったときの弘次郎の姿を思い出し、一定の理解を示す。
一家で東京へ引っ越してからは、近所の子どもに剣術や学問を教えたりして過ごす。弘次郎が下宿の責任者に納まると、自身も弘次郎の補佐を務める。りんの妊娠が分かり、橘家が良い方向へと歩み始めた矢先に、ことを亡くすという悲劇に見舞われる。その後、りんに男子が生まれたことで自身は「大じいさま（曽祖父）」となる。
日露戦争開戦時は既に高齢であるが、りんに代わってひ孫の子守をするなど、相変わらず元気な様子である。しかし、戦後になるとさすがに心身の衰えが目立つようになり、時折亡き妻や故郷・二本松を懐かしんでいる。これを機に、弘次郎は二本松への帰郷を決断し、故郷で余生を過ごすことになる。
84歳となった1912年時点でも健在で、近所の子どもたちに論語などを教えている。
橘こと
演 - 丹阿弥谷津子
りんの祖母で、弘次郎の母。初登場時（1890年）60歳。15歳で嫁いだ。夫・徳右衛門によると、若い頃は藩士の多くが想いを寄せる美人だったとのこと。りんやみつが嫁入りしても困らないよう、家事などを教え、特に針仕事ができるとよい嫁になれると説く。嫁のやえのいい加減さには苦い顔をすることもあったが、常に心優しく穏やかな人柄のため、やえからは実の親同然に慕われていた。
徳右衛門同様、新しい文化に理解を示している。孫・嘉助の横浜土産にはしゃぐ姿に、徳右衛門から「おだつ」とたしなめられていた。
りんの女学校入学後は、いつ帰ってきてもいいようにと着物を縫ってくれており、帰省時には赤飯を炊いてくれる。みつの嫁入り後はひ孫のための産着を縫い、会えるのを心待ちにしていたが、身体を壊して帰ってきたみつの姿に心を痛める。
その後、一家で東京へ上京。その頃になると、物忘れや体の衰えが顕著になってくる。しかし、りんの懐妊には本人よりも早くに気付き、小物を買いに行く名目でりんを産婆に連れて行った。りんの出産を心待ちにし、ひ孫のために産着を縫っていたが、そのまま安らかに眠るように70歳で永眠。ひ孫に会うことはかなわなかった。
橘嘉助
演 - 柳沢慎吾
りんの兄。初登場時（1890年）20歳。跡取りとして外の世界を知るために、横浜で暮らしている。本心では、東北の片田舎で終わらず歴史に名を刻む仕事をしたいと思っている。別れる際の挨拶は「あばよ」。
新しいものに目が無く、明るく調子のいい性格。加えて金にだらしないところもあり、りんのいいなずけ・新之助から20円もの借金をし、このことが嫁入りを拒むりんをさらに悩ませてしまう。借金を返済してからは横浜を離れ、しばらく音信不通になっていたが、日清戦争中に突如帰郷。戦争錦絵の路上販売を始める。そこで、死ぬまでラッパを手放さなかったという兵隊・木口小平の美談を名調子（?）で語り、一儲けする。錦絵を生業にすることを決めるが、弘次郎からの反対に合い頓挫。再び相馬を離れ、橘家にはみつの嫁入りなどでたまに帰るほどであった。
橘家の上京後、自身の生き方に共感したりんの親友・みどりからの支援で、今度は活動写真に手を出す。そして、日本が戦争をしようとしていると聞き、その記録を撮ろうと考えるようになる。その後、みどりと結婚。弘次郎ら家族を説得し、妻子を残して単身で中国大陸へ渡る。しかし1905年（35歳時）に、戦地で不慮の死を遂げる。最後まで新しいものを追い続けた生涯であった。遺品となった記録フィルムと手記は、従軍牧師であった橘家の友人・鶴次によって橘家へ届けられる。
橘（吉川）みつ
演 - 小野ゆかり
りんの妹。初登場時（1890年）12歳。ことから針仕事や家事を教わっている。幼い頃はりんほど家事をこなせなかったが、成長するにつれて気が利くようになっていった。姉思いで「自分がどこへでも嫁に行くから、（りんの）したいようにさせてあげて」と頼んだ。
幸助の息子の秀吉とは相思相愛だったが、縁談により、山田村の吉川家へと嫁いでゆく。
のちに妊娠するが、身重の身で農業に駆り出された上、重度の脚気を患ってしまい、1日半がかりの難産の後、世間体を気にした姑によって、生まれた男の子とは引き離され実家に帰される。その後は産後不良から徐々に回復しつつあったものの、誰からともなく肺病という噂が流された結果、吉川家からは離縁される。家族はその事実を隠していたものの、納屋に隠していた家財道具一式を偶然見つけてしまったことにより、離縁されたことに気付き、絶望。気落ちしたためか、体力も落ちていき、1896年に18歳の若さで亡くなってしまう。このことがきっかけで、橘家は大きな転機を迎えることになる。
橘彌七
演 - ガッツ・石松
りんの叔父で、弘次郎の弟。初登場時（1890年）30歳。りんは「おんつぁん」と呼んでいる。第1回で近江八幡に滞在中、後にりんの夫となる男・源造の寺からの脱走を手引きする。その後は源造と共に、貿易会社の支社長として東北の特産品を買い付けて東京へ送る仕事をしていた。新しい時代にいち早く対応しており、古い価値観の兄・弘次郎からは尻軽者として軽蔑されている。「英語ができる」と自称するが、源造からは発音の間違いを指摘されている。
源造を連れて久しぶりに相馬へ帰省したときには、橘家の隣人・中河家の出産に立ち会う。
女学校の入学試験時には、仙台の自身の家でりんを預かり、よかれと思って前日に酒を飲ませる。しかし、このことが自身に想いを寄せている小料理屋の女将・きわの誤解を呼んで騒ぎとなり、試験当日にりんが寝過ごして女学校に向かう原因となる。また、女学校の夏休み中も、帰省せずに勉強に励むりんを預かる。
りんの女学校在学中に会社から独立。新たに漬物の問屋を始め、梅干を軍隊に卸すようになってからは事業をさらに拡大する。しかし、嘉助の錦絵の成功に刺激され、商売を源造に託して軍夫に志願し、大陸へ渡る。そこで跳弾の破片で右腕を負傷し、指が使えなくなったために半年後に帰国する。戻ってからは「死んでいった仲間たちに申し訳ない」と言い、弱気な面を見せるようになる。
1896年、魚の大量発生を見逃すまいと源造とともに志津川町を訪れる。これは地震の予兆であり、その後発生した三陸沖の大津波に巻き込まれるも、無事に生還を果たす。
橘一家の上京と同時期に、新たに東京で商売の立ち上げを計画する。同時に、きわに別れを告げる手紙を出して身を固めようとしなかったため、きわが後を追って上京。その後、きわとは同居して内縁関係となり、自身は新たに生命保険の取り扱い所を始める。

### 小野寺家
小野寺源造
演 - 渡辺謙
りんの夫となる男。初登場時（1890年）は21歳。名古屋出身で、小野寺家の四男。生家の代々幼少期から出家させるしきたりに反発し、近江八幡の寺から逃げ出す。その後、寺からの脱走を手助けした彌七の下で商売を学んでいた。そのため、彌七の姪・りんは当初、源造に対し良い印象を抱いていなかった。寺での修行で身に付けたため、料理が得意である。
橘家の隣人・中河家の出産を共に手伝ったことがきっかけとなり、りんを意識するようになる。その後も、女学校の試験当日に寝坊したりんに差し入れをするなど、あらゆる面でりんを助ける。また、女学校に進学したりんが夏休みを彌七の家で過ごすことになった際は、りんと二人で過ごす時間も多くなる。松浪に対しては、勉強のさせ過ぎを当初批判していたが、りんが松浪の家で熱心に学ぶ様を目の当たりにし、逆に教育者として感服する。
りんの女学校卒業が迫る頃には「行き場がなければ俺が嫁として引き取る」と冗談半分でプロポーズをしたものの、逆に拒絶されてしまう。この頃には、軍夫となった彌七から商売を引き継ぎ、漬物の販売を行っていた。商売のために訪れた志津川町にて、三陸沖の大津波に遭遇。この時、自分の商売で扱っている漬物を大量に支援物資に当てている。りんと共に救援活動を行った際に改めてプロポーズをし、りんに受け入れられる。
すぐには結婚せずに、女学校の教師となったりんを残し、単身上京。西洋瓦を扱う商売を始め、徐々に軌道に乗る。1897年、一家で上京してきたりんとの結婚を果たす。結婚後も源造の計らいで、橘一家と同居することになった。
その後は男子が生まれ、順風満帆かと思われた矢先、西洋瓦の商売が失敗し借金を抱えることになる。りんが新聞記者として働き始めた頃に、自身の所有していた工場を売却し、事業を整理。
その3年後には女子が生まれる。かねてよりスポーツに興味があったことから、新たに運動用具を扱う店を立ち上げる。度々新しい事業を立ち上げる源造に対し、師である彌七からは「商売狂」と苦言を呈されている。自らの懸命な働きとりん達家族の協力で、借金は全額返済。
何事も基本的にはりんの意思を尊重し、源造自身の意思を押し付けることはない。りんとは双方が多忙ゆえにすれ違うこともあるが、夫婦仲は至って円満である。また、新しいものが好きな義兄・嘉助に常々共感しており、日露戦争時には自身も嘉助同様に活動写真に興味を持っている。
1912年時点では運動用具店に加えて、新たに活動写真館の経営も始めている。長男・弘の留学希望を聞いた際は、かつて夢のために寺から逃げ出した自分自身を重ね合わせ、前向きに応援する姿勢を見せる。
小野寺弘（ひろむ）
演 - 千葉拓実 → 岡野恵介 → 利根川瀧二
りんと源造の長男。一時期不登校となっていたが立ち直り、再び学校へ通い始める。
1912年時点では中学3年生となり、海外への留学を希望している。
小野寺明子
演 - 岩渕夢菜 → 星本美宝
りんと源造の長女、弘の妹。やえが倒れた際には、りんと共に新聞社へ出社する。
小野寺治・小野寺春子
演 - 廣間亮輔・木村香織
りんと源造の次男・次女。
小野寺源左衛門
演 - 江見俊太郎
源造の父。名古屋在住。源造に結婚を勧めるため、すみを連れ夫婦で上京してきたところ、引っ越してきた橘家の面々と出くわす。
橘家と反りが合わない妻とは対照的で、弘次郎の人柄に感服。りんと源造に男子が生まれた際は、弘次郎から一字を取って「弘（ひろむ）」と命名する。
小野寺いち
演 - 山田昌
源造の母。口数が多い。源左衛門からは「おいち」と呼ばれる。初対面時、やえから無遠慮に話し掛けられていい気がしていなかった。
縁起をかつぎ、源造に「自由恋愛なんてふしだら」と言い放ったため、当初は橘家とは反りが合わなかった。
すみ
演 - 杉山綾子
小野寺家の親戚の娘。おっとりとした話し方をする。源左衛門らが源造の結婚相手に決めて連れてきた。
小野寺建碩
演 - 加藤和夫
源造の叔父。浅草の寺の住職。志乃の尻に敷かれている。
小野寺志乃
演 - 八木昌子
源造の叔母。信心深く朝のお勤めを積極的に行う。念仏を流行歌のように口ずさむやえに注意をする。
小野寺よう
演 - 矢代朝子
建碩夫妻の娘（養女）。婿には逃げられたらしい。人前でも大声で話す。交際していた役者・京三郎と別れると、源造に接近するようになる。

### りんの周辺の人々
松浪毅
演 - 沢田研二
東北女学校教師で、りんの初恋の人。初登場時（1890年）は40歳。妻を亡くし、婆やとの2人暮らし。元は徳島藩出身の武士。剣の腕前は相当なものとされており、実際に暴漢を軽くいなしてしまうこともある。かつては、江戸幕府軍として長州征伐に参戦。明治維新を経て、幕府が目の前で崩れ去る様に虚しさを感じ、自身の生き方に疑問を持つようになった。その後、キリスト教に武士道の精神を見出したことで改宗。キリスト教に基づく女子教育を行う東北女学校創設に携わったほか、宣教師・中河鶴次と共に、東北で布教活動をしていた。
第1回にて、女人禁制の二本松提灯祭りの太鼓台で、男衆に弾き飛ばされたりんを介抱したところで初めて出会う。「人間である以上、全ては平等である」と諭し、その言葉はりんの生き方に大きな影響を与える。
その後、鶴次や女学校生徒・みどりと共に相馬に布教活動に来たことで、りんと再会。りんが女学校進学を言い出した際には、元々保守的でキリスト教を快く思っていなかった弘次郎とは深い溝が生じる。しかし、大怪我をした弘次郎を介抱して薬を渡し、さらに福島から名医を呼びよせたことで、徐々に弘次郎の態度も軟化。元幕府側の武士であった者同士共感するところもあり、りんの女学校進学が許されるまでに至る。
普段は温厚で優しい紳士である半面、教育者としては大変厳しい。成績が悪いりんを「復習しないのなら授業に参加しなくていい」などと𠮟咤し、それまでの穏やかな態度と一変したことで、りんは現実を思い知らされることになる。当初は特定の生徒を贔屓しない方針であったが、落第点を取ったりんが必死で頼み込んだ結果、夏休みに個人授業を実施する。
女学校の英語偏重主義に異を唱えた教え子・しづとなつ、さらに二人に賛同した教え子・くにが退学することになった際には、深く心を痛める。そして、3人の向学心を尊重し、受け入れ先の学校を探す。しかし、そのことで周囲とのすれ違いが生じてしまい、「松浪による女学校乗っ取り」の陰謀まで持ち上がる騒動となってしまう。これら一連の騒動に責任を感じ、1891年に自ら学校を去る。
その後、長らくりんとは音信不通であったが、1906年に新聞記者となったりんと偶然再会。橘家や鶴次、みどりやくになどの教え子とも再会する。りんの成長を感慨深げに喜び、自身が通訳を務める学者と共にアメリカへと戻っていった。
日刊キリスト新聞は、学校法人宮城学院（創設当時は宮城女学校）の創設者の1人である押川方義をモデルと報じている。
高木（橘）みどり
演 - 美保純
鶴次・松浪とともにキリスト教布教のためにやって来た東北女学校の生徒。初登場時（1890年）は18歳。りんにとっては生涯の親友となる。自由奔放でハキハキと話し、時々物事の核心を突く慣用句や四字熟語を口にする。相馬の橘家に泊まった際には寝間着を着ずに襦袢で寝ていたため、弘次郎らを困惑させた。
女学校ではムードメーカーで、舎監教師・田島の物まねが得意。松浪が担当する学科以外の勉学を怠ったために留年してしまい、りんらと同学年になる。
松浪が女学校を去ると彼目当てで在学していたためか中退し、単身で上京。東京日報の記者として働いていた際、同じく上京したりんと浅草で偶然にも再会する。その後、華族の権妻となり、そこでの遺産を元手に料亭を開業。縁あって出会った嘉助の妻となる。そして料亭を売り払い、嘉助の夢である活動写真の撮影資金を調達する。
その後息子・大吉が生まれ、日露戦争撮影のために大陸へ渡った嘉助の帰りを待ち続ける。しかし、1905年に嘉助は戦地で亡くなり、女手一つで息子を育てることになる。橘家とは長い付き合いのためか関係は良好で、姑となったやえとも意気投合している。
折原きわ
演 - 永島暎子
源造の知人。気っ風がよく、さっぱりした人柄。
初登場時は仙台で小料理屋を営んでおり、彌七に気があった。惚れた男のためなら何でも尽くしてしまう半面、前後の事を考えられなくなるところがあり、女学校の入学試験のためにりんが宿泊した日の夜中、彌七の家を訪れたりんを見つけて、若い女を連れ込んだと誤解した。
彌七の右手が不自由になった際には、一緒になることを提案するも拒まれる。橘家が上京した後に自身も上京。後に籍を入れずに同居し、内縁関係となる。

### 中河家
中河鶴次
演 - 矢崎滋
宣教師。初登場時（1890年）は38歳。りんたちからは「鶴次先生」と呼ばれる。りんの生涯に大きく関わることになる人物の一人。志津川で漁師の三男として生まれる。東北女学校の教師を経て、師と仰ぐ松浪と共に、北陸でキリスト教の布教活動を行っていた。当初は閉鎖的な住民たちに迫害を受けるが、地道な努力で教会が街の幼稚園・保育園代わりとして定着するようになっていた。歌の才能はあまりない。
一家で相馬に移住した際、橘家の隣人となる。自身が東北女学校の教師だった経験から、りんの進学に全面的に協力。給費生の制度の紹介や弘次郎の説得を行った。その後、彌七と同時期に従軍牧師として中国大陸に渡り、偶然、彌七と同じ船で帰国する。
娘が3人いたが、1896年に待望の長男が生まれ、自らの名前の鶴と松浪の松を取って鶴松と名付ける。しかし、その鶴松の初節句で志津川へ家族を連れて帰郷していた際に津波に巻き込まれ、自分だけが助かったことで絶望の縁に立たされる。同じく津波で両親を亡くして孤児となり、避難所で懐いてきたキヨを引き取る。
橘一家が上京してから数年後、小石川の教会に着任することになり、キヨと2人で再び橘家の近所に住むことになる。日露戦争開戦後は、従軍牧師として再び大陸に渡るため、キヨを橘家に預ける。
1905年のポーツマス条約締結後に帰国。旅順で嘉助と再会しており、不慮の死を遂げた嘉助の遺品を橘家へ持ち帰る。1906年、二本松での出張中にかつて橘家で奉公していた直助という男と出会い、橘家への手紙を託される。このことが、後に弘次郎が二本松へと帰郷するきっかけとなった。
中河千代
演 - 岡本茉利
鶴次の妻。女児2人の子持ち。りんからは「おばちゃん」と呼ばれる。作中で、もう2人出産する。
三陸沖の大津波で行方不明となる。
中河あや
演 - 安達美加
鶴次と千代の長女。
千代と同じく大津波で行方不明に。
中河けい
演 - 上田愛美
鶴次と千代の次女。
上記と同じく大津波で行方不明に。
中河キヨ
演 - 岡村真美 → 神田亜矢子 → 宇尾野寿子
志津川で津波に巻き込まれた孤児。事ある毎に避難所を抜け出して生家があった所へ戻っており、りん達を心配させていた。その後は鶴次が相馬に引き取り、実の子同然に育てることになる。
鶴次の上京後は、橘家の近所の小学校に通う。日露戦争開戦後、再び従軍牧師となった鶴次に代わり橘家で世話をするようになる。普段は家事の手伝いや弘と明子の遊び相手もするなど、しっかり者の一面を見せている。りんの計らいで、津田むめの創設した女学校へ入学する。
1912年時点では女学校を卒業し、明るく快活な女性に成長。新聞記者に復帰したりんに代わって家事を手伝うほか、キリスト教女子青年会の仕事をしている。

### 相馬の人々
新之助
演 - 益岡徹
越後屋の息子で、りんのいいなずけ。楽観主義の典型的な若旦那。りんに心底惚れこんでおり、結婚する日を待ち望んでいる。しかし、一方のりんは大酒問屋の若奥様としての将来を周りからも羨ましがられるものの、なかなか受け入れられずにいた。りんの兄・嘉助の借金を肩代わりするなど寛容な一面を見せるが、そのことで「自身が借金のカタとして輿入れさせられる」と余計にりんから距離を置かれてしまう。
結局、縁談はりんの女学校進学により破談となった。物語開始時点で既に父親は亡くなっており、その後およそ3年の間に正式に越後屋の主人となる。りんが帰郷した時点ではキンと結婚している。
1906年時点では、越後屋の出店を二本松に開業し、自身もそこに度々滞在していることが明らかになっている。1912年には、弘次郎が新たに始めたコーヒー店を訪れている。
越後屋勘兵衛
演 - 花沢徳衛
新之助の祖父。相馬市内では顔も広く一定の権力も持ち合わせている。早くひ孫の顔が見たいため、りんを実の孫のように可愛がっていたが、縁談を進めているうちに急に破談にされたために橘家に怒鳴り込む。一時は険悪な関係になりかけたものの、「娘を勘当する」と言い切った弘次郎に免じて最終的には和解する。
みつの死に関しては「親より早く死ぬことは最大の親不孝」とし、りんには「みつの分も親孝行するように」と言った。
うめ
演 - 大方斐紗子
新之助の母。息子との結婚を嫌がるりんには「女の人生は自分で決めるのではなく、周りの大人が決めること」と説得する。
みつの結婚祝いに橘家を訪れるも「女は何も知らない方が幸せになれる」「頭ばかり使うと子供が産めなくなるらしい」などと助言し、やえを不快にさせる。
鈴木幸助
演 - 綿引勝彦
橘家の隣人。鶴次ら宣教師らに家を貸したため、周りから白い目で見られてしまう。が、複雑な大聖堂の建設を依頼されると、大工職人の血が騒ぎ、乗り気になる。
鈴木秀吉
演 - 濱田研一郎
幸助の息子。愛称は「秀吉（ひでき）っちゃん」。手先が器用で模型が作れる。みつに惚れており、相思相愛であったが、縁談のことは知らされぬまま、幸助が世話になった親方の所へと修業に出された。
大場先生
演 - 角野卓造
りんの小学校時代の担任。
野村たま
演 - 岩本千春
りんの級友。家が貧しい上に両親も病弱なので、小学校卒業前に製糸工場に就職することになった。
後日、りんから「女学校への進学資金を稼ぐために製糸工場で働かせてほしい」と頼まれ、女工の仕事をアルバイト程度にしか考えていなかった彼女に腹を立てる。
六波羅市之丞
演 - 田武謙三
近所の巡査。「本官は」と話しだす。酒好き。弘次郎とは二本松少年隊の指南役をした時以来の間柄。
りんと新之助の縁談を取り持つも、りんの進学により破談となる。その3年ほど後、みつに縁談を持ち掛ける。
キン
演 - 入江麻友子
新之助の妻。察しがよく、りんに未練を残している新之助をたびたび強引に連れていく。
吉川たか
演 - 草村礼子
吉川家の姑。お家の安泰と迷信を踏襲することばかり気にしているが、性格は温厚で人当たりはよいほう。みつが働き者であることを自ら確かめ、非常に気に入っていた。
吉川勘太郎
演 - 佐藤B作
みつの夫。当家が吉川の本家から離れた分家であったために「武家の血を入れて格をつけたい」との意向で結婚した。しかし、みつが肺病にかかったと言う根も葉もない噂が広がり、それが吉川家は肺病にかかる血筋とささやかれ一族全体にも迷惑がかかったとして、強制的に離縁させられる。
旦那
演 - 梅津栄
相馬の金物店の主人。新政府びいき、掛け値商売は当然という姿勢のため弘次郎は嫌っていたが、みつの治療費を捻出するため、背に腹は代えられず甲冑を売り渡す。

### 東北女学校関係の人々
二宮しづ
演 - 高橋ひとみ
東北女学校の先輩。北海道旭川市出身。成績優秀で学内で1番だといわれ、みどりからも「優しいお姉さん」と慕われる。りんとは同室である。
広い世界を知りたいと思って入学したものの、もともと日本人である自覚や愛国心が強い。そのため、学校の国語・漢文を削って英語を偏重する方針に不満を募らせ、校長への建白書を提出する。しかし主張は受け入れられず、授業をボイコットする。校長は主張に一定の理解を示したが、「力で訴える方法を受け入れるわけにはいかない。どんなに正しくても話し合いをせず、強硬手段で結果を得ようとするのは戦争を肯定することと同じである」と退学命令を下す。その後、松浪の献身により東京の名門である明和女学校へと転校してゆく。
明和女学校では憧れていた詩人・滝村東風の授業が受けられると喜んでいたが、その彼が自殺したことに強い衝撃を受ける。その後、自身も心中を図って食事を拒むようになり衰弱。見かねたくにによって、仙台に連れて帰られる。滝村とは文通をしており、その文面からプラトニックではあったが、既にお互い相思相愛であったことをりん達に悟らせる。そして、しづの朦朧とした意識の中でもしきりに滝村を慕う様子を見たりんは、自ら借金をして花嫁衣裳を縫い上げる。しかし、家族の到着を待つことなく夭逝。りんの花嫁衣裳も死に目には間に合わなかった。
里見なつ
演 - 吉宮君子
しづの同級生。山形の出身。模範生と評される。寄宿舎以外の場所では彼女と行動をともにしており、一緒に授業をボイコットする（松浪には「他の人を巻き込みたくない」と言っており、ただの身勝手で行動したわけではない）。東北女学校を辞めた場合は親から結婚させられることを嫌がっていたが、晴れてしづと同じ明和女学校への転校が決まる。
りんが一家で東京へ引っ越した際、実に5年ぶりに再会を果たす。しづが亡くなったのちも明和女学校で学び、そのまま助手として勤務していた。再会時、りんから就職の口利きを依頼されるも、厳しい旨を伝える。
松浪の帰国を知らせを受けてりんの家に姿を現し、みどりやくに達とも久しぶりに顔を合わせる。
水野節子 → 篠原節子
演 - 二谷友里恵
米沢の陸軍大佐の令嬢。母を幼い頃に亡くし、婆やが母代わりである。父親の元部下である少尉のいいなずけがおり、夫の海外駐在で恥をかかないためにも英語教育を重視する学校の姿勢や体制に従順である。東北女学校の同級生となり、寄宿舎ではりん・しづと同部屋になる。
1895年、いいなずけの篠原少尉（演 - 吉岡祐一）と無事に結婚。翌年に夫は昇進したため、大尉夫人となり、軍の婦人会にも所属している。大津波が発生したときには、強い正義感から女学校の救援隊に参加を申し出る。
浜田くに → くに・ジョンソン
演 - 菅原亜希代
東北女学校の同級生。実家は女学校の近くにあり、仙台藩の奉行職を務めていた家柄である。女学校の入学試験時に堂々と自己紹介し、りんを感心させる。クラスではしづたちを支持、かつ決められた結婚は嫌と考え、軍人家庭育ちの節子とは全く意見が合わなかった。しづたちのボイコットに賛同し、彼女達と共に明和女学校へ転校する。転校後は何事もなく学生生活を送っていたものの、しづが危篤に陥ったため、連れ立ってりんのもとへと慌ててやって来る。
後に東京・築地にできた貿易会社の支配人ジョンソンと結婚し、ジョンソンの家庭生活を新聞記者として取材しに訪れたりんと偶然再会する。
浜田義久
演 - 塚本信夫
くにの父。現在は県の役人を退職し、悠々自適な生活である。ボイコットに対する校長の心境は「泣いて馬謖を斬る」と慮り、なつを「恨んではならない」と諭す。
浜田のぶ
演 - 川口敦子
くにの母。ボイコットに対する校長の処分を「厳しい」と感じている。
田島ぎん
演 - 白川由美
東北女学校の教師（舎監）。貞淑過ぎる面があり、人前で足を見せる洋装には反対である。規律や作法にも厳しく、特に食事中のマナーに口うるさい。「規則を守ることで楽しい寄宿舎生活を送れる」と説く。語尾に特徴があり、よくみどりから物まねされている。
しづらの一連のボイコットについては「長屋の夫婦喧嘩」と評し、退学せずに校長へ謝罪するように説得する。ボイコットの件で寄宿舎で一人部屋になった節子に「（寂しかったら）私の部屋に泊まりますか？」と言うも「結構でございます！」と即答されていた。
長年にわたり独身で、教師になってからは外へ出ずにほとんど校内で過ごしており、イネからは「男を全く知らない」と陰口を叩かれていたが、1896年、5人の子持ちの校長の後妻となる縁談がまとまったために職を辞する。
梅沢先生
演 - 山谷初男
東北女学校の教師（鶴次の後任）。校外では柔らかい物腰で、何かと理由をつけては松浪家に押し掛ける。
家事が得意なようで、劇中では生徒に編み物を教えていた。
松浪のために作った服を持参したときに鶴次と顔を合わせると、急に「旅慣れしていない」などと文句をつけ、小競り合いを始める。
しづらのボイコットに対しては「上の言うことが聞けない劣等生」と考え、他の教師に報告せず黙殺、自身の親戚が開校する女学校への転校を押してつけ解決しようとしていたが、松浪も独自に動いていたことを聞かされ、不信感を抱いて「裏切られた」と発言し、陰謀の噂があることを告げる。
イネ
演 - 中村美代子
東北女学校の賄いさん。通称「おイネおばさん」。りんから母のように慕われる。りんのことは「よく働く」と褒めてくれ、本来は禁止されている食堂での予習を許す。
旅籠に口減らしのための奉公をしていたが、16歳で旅籠のせがれに手籠めにされた上理不尽に追い出され、川に入って死のうとしたところをキリスト教の教師に救われたため、しづらのボイコットには否定的であった。
横山
演 - 小池栄
教頭。生徒が学校へ逆らうことを快く思っていない。
岡田ウラ
演 - 岡谷章子
明治27年時点での生徒。クラスリーダーを務める。
安西しま
演 - 渡辺多美子
明治27年時点での生徒。
林ツネ
演 - 神末佳子
明治27年時点での生徒。
黒田菊子
演 - 名川忍
父の転任に伴って明和女学校から転入してきた。洋装で非常に丁寧な言葉遣いをする。しづら明和女学校に転入した3人の様子を話す。母共々、田島の「きぐごさん（＝菊子さん）」との発音が気に入らない。
菊子の母
演 - 阪上和子

### 東京の人々
桐山
演 - 北村総一朗
建設会社を営む男。商用で庄内地方に赴いた帰りに、津波に巻き込まれ手に軽傷を追う。その時、避難所で彌七や源造の働きぶりを見ていたことがきっかけとなり、その後上京した源造を手助けする。源造が借金を抱えた際には肩代わりをし、橘家を救うことになる。
桐山夫人
演 - 立花房子
青柳京三郎
演 - 笠松長磨
ようが懇意にしている役者。
河井平吉
演 - すまけい
英語塾の塾長。りんを試験なしで講師として採用する。りんが塾生・高村の教科書代を立て替えた翌日に、授業料や教科書代を持ち逃げする。
高村善平
演 - 川上和典
英語塾の塾生。15歳。初対面時、りんを塾生と思い込んでいた。
平岡
演 - 塩見三省
英語塾の塾生。
「桂庵」主人
演 - 江藤漢斉
職業紹介所の男。りんに付いて仕事探しに行ったやえに、一日権妻（ごんさい＝妾）の仕事を紹介する。
キク
演 - 北城真記子
河田家の乳母。女中としてりんを雇う。
河田順吉
演 - 渡辺寛二
キクが仕える家の主人。ある役所の係長。独り身で、りんを手籠めにしようとする。
西岡晋作
演 - 綾田俊樹
西岡組の若社長（源造の取引相手）。酒癖が非常に悪い。猫が苦手。
五十嵐平太
演 - 岡部征純
西岡組の経理。
春駒
演 - 麻茶れい
柳橋の芸者。
安藤
演 - 伊藤克信
源造が経営する小野寺商店の従業員。
小川六七郎
演 - 深水三章
橘家の近所に住む帝国大学教授。小説家でもある。猫愛好家。無口で気難しく、近所で騒がしく遊ぶ子どもに「執筆の邪魔になる」と説教する。
小川ヒサ
演 - 緋多景子
六七郎の母。自慢の息子を「先生」と呼ぶ。
津田むめ
演 - 伊藤榮子
後の津田梅子（実在の人物）。りんの憧れの人。8歳から10年間アメリカに留学し、華族女学校教師となった。ある日曜日に華山宅でアップルパイを作っていた際に、偶然訪れたりんと遭遇する。
華山りょう子
演 - 山本郁子
りんの英語教師。津田むめの弟子。りんは女学校時代に新聞で知った。津田の推薦を受けてアメリカに留学し、奨学金を受けた経験がある。
井口あぐり
演 - 西坂和子
文部省の留学生で、アメリカ合衆国でスウェーデン体操を習得。りんが明治新報の記者として取材しに行き、帰宅後にやえや子供たちにスウェーデン体操を教えた。

### 橘家の下宿人
花田賢作
演 - 光石研
橘家の最初の下宿人となった学生。薩長藩閥で占められた政府に不満を持っており、周囲からの期待もあったらしく、政治家となるべく博多から上京した。源造の借金のため裁判所の執達吏らが橘家に差押に来た際には、その法律知識を活かし、過剰な差押がないように目を配る。
後藤彦市
演 - 斉藤暁
橘家の2番目の下宿人となった、郡山出身の区役所職員。ことの話し方を聞いて同郷だと気付く。いつの間にか、花田らからは「後藤係長」と呼ばれている。
他の2人の下宿人が所帯持ちになった後も、唯一橘家に下宿する。日露戦争の激化により、いつ息子が戦争に取られるか心配した両親が縁談をまとめたことで、下宿を出た。
浦野欽三
演 - 矢島健一
橘家の3番目の下宿人となった画学生。京都出身。下宿前から橘家の近所で人物画を写生していたある日、やえの姿を描いたことが縁で橘家の下宿人募集の貼り紙に気付き、住んでいた下宿先の日当たりの悪さから引っ越して来た。やえを「おばちゃん」と呼んでいる。差押騒動の際には自作の絵画を売って金を作り、りんに差し出す。

### 『明治新報』の人々
津村誠吾
演 - 地井武男
麹町の新聞社『明治新報』の編集長。アメリカで新聞作りを学んだ経験がある。りんを記者見習いとして採用し、男性記者と分け隔てなく指導する。女性が新聞を読む時代が来ることを予見し、りんの婦人記者としての役割に期待している。なお、弘次郎のコーヒー店の常連客でもある。
中国大陸に渡った嘉助の訃報が入った際には、旅順の特派員を通じて真偽の確認を行う。その後、嘉助の遺品となった手記を新聞記事として掲載するように取り計らう。戦後は、戦争の勝利に浮かれる国民に苦言を呈する趣旨の記事を掲載し、当局から謹慎処分を命じられるなどの苦難を負う。
1912年時点では副社長に昇格し、編集部を離れている。
波多野
演 - 麦草平
津村の部下で、記者たちのまとめ役。1912年時点では編集長に昇格している。
内田
演 - 松井範雄
津村の部下。
北村
演 - 石丸謙二郎
津村の部下。野球好き。
三島
演 - 加藤純平
りんと同時期に見習いとして採用された記者。りんに対して対等に接している。
記者
演 - 加賀谷純一、小林康宏、大沢彰

### その他の人々
川上音二郎一座劇団員
演 - 中村雅俊、岸部四郎、ケーシー高峰
よね
演 - 仁科扶紀
ふみ
演 - 桜井宏子
その他
演 - アーネスト・ウイルキンソン、青柳文太郎、阿部光子、新井量大、アルマ・フェンウィック、池田武志、石川裕美、市丸優、伊藤紘、今井和子、今成友見、梅津栄、梅津直美、円崎一也、大友町子、纓片達雄、小沢悦子、小田島隆、小寺大介、小野敦子、小野浩道、風間舞子、角間進、笠原登志子、柏木隆太、加世幸市、加藤治、加藤純平、唐木ちえみ、菊地かおり、岸野佑香、北川巧、きなめときえ、木下浩、黒宮稠、幸田直子、近藤克明、斎藤高廣、斉藤智徳、酒井麻吏、坂田祥一郎、坂田正勝、佐々木茂、佐々木敏、佐々木睦、笹野高史、佐藤一志、ジェーン・カタルト、ジェフリー・スミス、塩月徳子、茂木和範、四家有紀子、四宮明美、篠本賢一、嶋崎伸夫、ジュディ・サッカイム、ジョン・エクスティン、スザンナ・ボカージュ、鈴木哲夫、仙北谷可都子、高橋征郎、高橋一紀、高橋尊治、竹本純平、田中浩、辻伊万里、筒井一行、寺沢信、テリー・オブライエン、天現寺竜、中垣克麻、中沢敦子、中島元、長野晶子、布矢勇、野口竜栄、野村昇史、花田光夫、浜口道彦、原島達也、番哲也、日恵野晃、樋口友治、尾藤イサオ、一橋大介、平川ひとし、平野拓、藤井つとむ、藤井聆一、冨士原恭平、藤廣義武、古川博樹、ブレット・コールマン、星充、堀江万里子、堀沢幸治、誠一平、松井冬季、松熊信義、三雲博史、光岡湧太郎、宮沢元、宮田光、村上信、茂木幹雄、安福毅、山川弘乃、山口真司、山崎健二、由起艶子、リチャード・メイ、渡辺彩香、渡辺浩史、渡辺豊

## スタッフ
- 脚本 - 寺内小春[1][6]
- 音楽 - 三枝成章[1][6][注 38]
- 演奏 - Cカンパニー
- 語り - 細川俊之[1][6][注 39]
- タイトル - 井上洋介[6]
- 題字 - 藤沢昌子[6][14]
- 演出 - 岡本喜侑[1][1][6]、菅野高至[1]、大森青児[1]、末松緑朗[1]、木田幸紀[1]、二瓶亙、安本稔
- 考証 - 加太こうじ[6]
- ことば指導 - 大方斐紗子[6]
- 制作 - 岡本由紀子[1][6]
- 美術 - 佐藤武俊[6]
- 技術 - 佐藤守[1]、田村博[6]
- 効果 - 矢島清[1][6]
- 照明 - 神田茂生[6]
- 撮影 - 吉岡慎悟[6]
- 音声 - 永井孝夫[6]
- 記録 - 柴崎紀美子[6]

## 放送日程
| 週 | 放送回    | 放送日             | 演出            |
| -- | --------- | ------------------ | --------------- |
| 1  | 01 - 06   | 4月07日 - 04月12日 | 岡本喜侑        |
| 2  | 07 - 012  | 4月14日 - 04月19日 | 菅野高至        |
| 3  | 013 - 018 | 4月21日 - 04月26日 | 大森青児        |
| 4  | 019 - 024 | 4月28日 - 05月03日 | 岡本喜侑        |
| 5  | 025 - 030 | 5月05日 - 05月10日 | 菅野高至        |
| 6  | 031 - 036 | 5月12日 - 05月17日 | 大森青児        |
| 7  | 037 - 042 | 5月19日 - 05月24日 | 末松緑朗        |
| 8  | 043 - 048 | 5月26日 - 05月31日 | 岡本喜侑        |
| 9  | 049 - 054 | 6月02日 - 06月07日 | 大森青児        |
| 10 | 055 - 060 | 6月09日 - 06月14日 | 菅野高至        |
| 11 | 061 - 066 | 6月16日 - 06月21日 | 末松緑朗        |
| 12 | 067 - 072 | 6月23日 - 06月28日 | 木田幸紀        |
| 13 | 073 - 078 | 6月30日 - 07月05日 | 大森青児        |
| 14 | 079 - 084 | 7月07日 - 07月12日 | 菅野高至        |
| 15 | 085 - 090 | 7月14日 - 07月19日 | 木田幸紀        |
| 16 | 091 - 096 | 7月21日 - 07月26日 | 大森青児        |
| 17 | 097 - 102 | 7月28日 - 08月02日 | 菅野高至        |
| 18 | 103 - 108 | 8月04日 - 08月09日 | 岡本喜侑 二瓶亙 |
| 19 | 109 - 114 | 8月11日 - 08月16日 | 大森青児        |
| 20 | 115 - 120 | 8月18日 - 08月23日 | 菅野高至 二瓶亙 |
| 21 | 121 - 126 | 8月25日 - 08月30日 | 末松緑朗        |
| 22 | 127 - 132 | 9月01日 - 09月06日 | 安本稔 岡本喜侑 |
| 23 | 133 - 138 | 9月08日 - 09月13日 | 菅野高至        |
| 24 | 139 - 144 | 9月15日 - 09月20日 | 木田幸紀        |
| 25 | 145 - 150 | 9月22日 - 09月27日 | 大森青児        |
| 26 | 151 - 156 | 9月29日 - 10月04日 | 岡本喜侑        |

## 受賞歴
主人公の母親役、樹木希林はこのドラマの演技が高く評価され、翌年、第37回芸術選奨文部大臣賞を放送部門で受賞した。同年に主演の斉藤由貴も文部大臣新人賞を映画部門で受賞し、“母娘受賞”となった。
- 第24回（1986年度）ギャラクシー賞
  - 奨励賞
- 第4回（昭和62年〈1987年〉） ATP賞テレビグランプリ
  - ザテレビジョン読者賞

## 関連商品
2001年に総集編のVHSが発売されたほかはソフト化されていなかったが、2020年7月に完全版DVDが発売された。

## 備考
- 本作が製作された1986年は、男女雇用機会均等法が施行され、女性の社会進出が推し進められるようになった年である。本作のりんは婦人記者としても、働く女性としても先駆者であり、そのような時代背景に合わせた主人公として描かれた。
- 第89回では前年放送された大河ドラマ『春の波涛』の映像をアーカイブ使用して、川上一座が本編に登場している。
- 2020年の再放送は、主人公の出身校のモデルとされる宮城学院女子大学（旧・宮城女学校）が「東日本大震災で被災した東北の元気につながればうれしい」として働き掛けたことがきっかけである。2016年には平川新学長（当時）が「主人公の生き方が東北の人々の希望になれば」とNHKへ足を運んで、遂に再放送の実現へ至った[15]。